# Rivière Montmorency
Pour les articles homonymes, voir Montmorency.
Ne doit pas être confondu avec Rivière Morency.
La rivière Montmorency est un affluent de la rive nord-ouest du fleuve Saint-Laurent, coulant dans la région administrative de la Capitale-Nationale, dans la province de Québec, au Canada. Le cours de la rivière traverse successivement la municipalité régionale de comté de :
- MRC La Côte-de-Beaupré : Lac-Jacques-Cartier, Château-Richer, L'Ange-Gardien, Boischatel ;
- MRC La Jacques-Cartier : Sainte-Brigitte-de-Laval
- Agglomération de Québec.

La rivière Montmorency se déverse dans l'estuaire fluvial du Saint-Laurent, à environ 9 kmmi en aval du centre-ville de Québec. Il est surtout connu pour l'impressionnante chute Montmorency, près de son embouchure.
Cette rivière affiche un débit moyen de 35,6 m3/s. Le débit moyen d'été est d'environ 25 m3/s, et pendant le ruissellement printanier, la rivière peut gonfler de 130 m3/s à 650 m3/s. Au-dessus de 770 m3/s est considérée comme une inondation exceptionnelle, et la Montmorency a connu un débit record de 1 100 m3/s en novembre 1966.

## Géographie

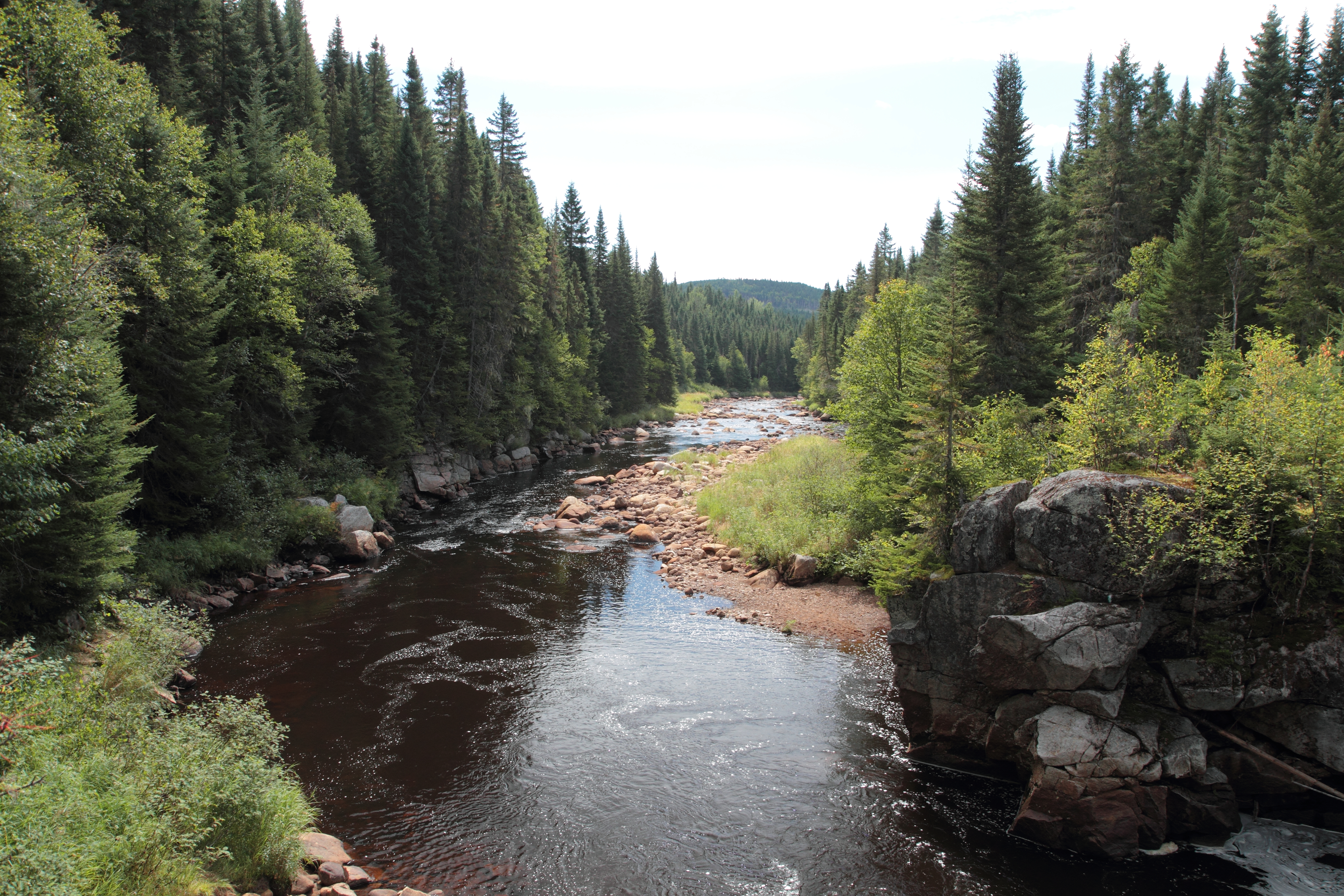

La rivière prend sa source au lac Montmorency (894 m) dans la réserve faunique des Laurentides, à 80 km au nord du centre-ville de la ville de Québec. La zone de tête de cette rivière se situe tout près de la ligne de partage des eaux entre les rivières Jacques-Cartier, Montmorency et Malbaie. Ce lac de tête est entouré de marais des côtés nord et ouest.
La rivière Montmorency coule du nord vers le sud sur une longueur d'environ 97 km. Son bassin versant couvre environ 1 100 km2 de terres aux trois-quarts boisées et en grande partie inhabitées. La principale ressource est l'exploitation forestière. Seule la partie inférieure de son cours est habitée.
Tout près de son embouchure, à la limite des villes de Québec et de Boischatel, la rivière franchit une ligne de faille et forme la célèbre chute Montmorency. Un peu en amont des chutes Montmorency, un petit barrage hydroélectrique, la centrale des Marches-Naturelles, qui appartient à une compagnie privée, fournit de l'électricité à la municipalité de Boischatel.

### Bassin versant
Les municipalités et les territoires non organisés situés sur le bassin versant de la Montmorency :
| Municipalité             | Taille du bassin (km²) | Proportion (%) | Population du bassin | Proportion (%) |
| ------------------------ | ---------------------- | -------------- | -------------------- | -------------- |
| Boischatel               | 16.96                  | 1.47           | 3508                 | 12.47          |
| Château-Richer           | 108.33                 | 9.42           | 1541                 | 5.06           |
| L'Ange-Gardien           | 28.31                  | 2.46           | 1574                 | 5.17           |
| Lac-Beauport             | 6.43                   | 0.56           | 583                  | 1.91           |
| Lac-Jacques-Cartier      | 822.09                 | 71.50          | 0                    | 0              |
| Lac-Pikauba              | 2.46                   | 0.21           | 0                    | 0              |
| Québec                   | 22.16                  | 1.93           | 19,213               | 63.07          |
| Sainte-Brigitte-de-Laval | 110.59                 | 9.62           | 3492                 | 11.46          |
| Stoneham-et-Tewkesbury   | 32.44                  | 2.82           | 262                  | 0.85           |
| Totaux                   | 1149.77                | 100            | 30,173               | 100            |

### Cours de la rivière Montmorency
À partir du lac Montmorency (longueur : 1,0 km ; altitude : 845 m), le cours de la rivière Montmorency descend sur 97 km, avec une dénivellation de 841 m, selon les segments suivants :
Cours supérieur de la rivière Montmorency (segment de 41,8 km dont 35,4 km dans la Réserve faunique des Laurentides et 6,4 km dans la Forêt Montmorency)
- 3,6 km vers le sud-ouest, notamment en traversant le lac Subulé (longueur : 0,4 km ; altitude : 875 m), en recueillant la décharge (venant de l'est) du lac Alyse, en traversant deux zones de marais, jusqu'à la décharge (venant du nord-ouest) du lac Montmorency ;
- 9,4 km vers le sud en recueillant un ruisseau (venant du nord-est), jusqu'à la décharge (venant du sud-est) du lac Lachance ;
- 8,1 km vers le sud en recueillant la décharge (venant de l'est) du lac Absolon, en courbant vers l'ouest jusqu'à un coude de rivière correspondant à la confluence du ruisseau des Brûlés (venant de l'ouest) ;
- 9,0 km vers le sud, en recueillant le ruisseau Murphy (venant de l'est), puis légèrement vers le sud-ouest jusqu'à un coude de rivière où le cours se dirige vers le sud-est en longeant la route 175, puis en traversant la Marre du Sault (longueur : 3,3 km ; altitude : 770 m) sur sa pleine longueur jusqu'au barrage situé à son embouchure. Note : La décharge du lac Provençal se décharge sur la rive nord-est de la Mare du Sault ;
- 11,7 km vers le sud-est en recueillant la décharge (venant du sud) du lac Forestier, la décharge (venant du nord) du lac Élois, la décharge (venant du sud) du lac Pasquin, la décharge (venant du nord-est) du lac Laflamme, la décharge (venant de l'ouest) du lac Piché, jusqu'à la rivière Noire (venant du nord). Note : Dans le dernier 6,4 km de ce segment, le cours de la rivière traverse la Forêt Montmorency ;

Cours intermédiaire de la rivière Montmorency, en aval de la rivière Noire (segment de 15,6 km dont 6,3 km dans la forêt Montmorency)
- 3,0 km vers le sud dans une vallée encaissée de la Forêt Montmorency, jusqu'à la rivière Blanche (venant du nord-est) ;
- 7,4 km vers le sud dans une vallée encaissée dont les premiers 3,1 km dans la Forêt Montmorency, puis en courbant vers l'est jusqu'au ruisseau du Nord (venant du sud) ;
- 5,2 km vers l'est dans une vallée encaissée, jusqu'à la confluence de la rivière des Neiges (venant du nord) ;

Cours intermédiaire de la rivière Montmorency, en aval de la rivière des Neiges (segment de 29,4 km)
- 5,6 km vers le sud-est dans une vallée encaissée en recueillant le ruisseau Cauchon (venant du nord), puis en courbant vers le sud, jusqu'à la confluence de la rivière Smith (venant de l'est) ;
- 6,0 km dans une vallée encaissée vers le sud en passant devant le Club-Banc-de-Sable et Le Grand-Club, en recueillant le ruisseau Swain (venant de l'ouest) et le ruisseau Jos-Bédard (venant de l'est), jusqu'à un coude de rivière correspondant à la confluence de la rivière Rouge (venant de l'est) ;
- 12,3 km dans une vallée encaissée vers l'ouest, puis le sud-ouest en recueillant le ruisseau du Déboulis (venant de l'ouest), le ruisseau du Castor (venant de l'est) ; en courbant vers le sud-est en recueillant le ruisseau Brebel (venant du nord-est) ; vers le sud en recueillant le ruisseau Verret (venant de l'est) ; puis vers le sud-ouest jusqu'à la confluence de la rivière à l'Île (venant du nord-ouest) ;
- 4,4 km vers le sud en courbant vers le sud-ouest pour contournant la montagne Thomassin, jusqu'à la confluence de la rivière Richelieu (venant du nord-ouest) situé au cœur de Sainte-Brigitte-de-Laval ;
- 1,1 km vers le sud en traversant une série de rapides, jusqu'à la confluence de la rivière aux Pins (venant de l'ouest) ;

Cours inférieur de la rivière Montmorency (segment de 16,9 km)
- 2,4 km vers le sud en formant d'abord une courbe vers l'est, puis vers le sud-ouest, jusqu'à la confluence du ruisseau Euclide (venant de l'ouest), soit dans le hameau Moulin-Vallière. Note : La rive est de ce segment est située au pied de la falaise escarpée d'une montagne dont le plus haut sommet atteint 330 km, tandis que la rive ouest est habitée ;
- 4,3 km vers le sud-est notamment en contournant l'île Enchanteresse (hameau de L'Île-Enchanteresse) et trois autres îles, jusqu'à la confluence de la rivière du Lac (venant de l'ouest) ;
- 7,0 km vers le sud-est en formant un grand détour vers le nord pour contourner le hameau Les Trois-Saults et en traversant sur 3,3 km une zone de rapides qui se termine au sud-ouest du hameau Les Hauts-Bois-de-la-Montmorency, jusqu'à la confluence de la rivière Ferrée (venant du nord-est) ;
- 2,5 km vers l'est en formant un grand S, en traversant le barrage des Marches Naturelles et en passant sous le pont de la route 360, jusqu'à la chute Montmorency ;
- 0,7 km vers le sud-est en traversant le Bassin du Pain de Sucre et en passant sous le pont ferroviaire, jusqu'à son embouchure correspondant au ponts de l'autoroute 40[3].

La rivière Montmorency se déverse sur la rive nord-ouest du fleuve Saint-Laurent par le Chenal de l'Île d'Orléans. Cette confluence est située en face au Pont de l'Île-d'Orléans et en aval du Vieux-Québec.

### Tributaires
Les tributaires principaux de la Montmorency sont :
| Nom                | Longueur (km) | Taille du sous-bassin (km²) |
| ------------------ | ------------- | --------------------------- |
| Rivière Noire      | 24.5          | 68.3                        |
| Rivière des Neiges | 36.6          | 372.8                       |
| Rivière Smith      | 15.5          | 63.9                        |
| Rivière à l'Île    | 11.0          | 81.8                        |
| Rivière aux Pins   | --            | --                          |
| Rivière Ferrée     | 16.8          | --                          |

Les principaux tributaires secondaires de la rivière Montmorency sont :
- Rive droite : (en ordre en partant de l'embouchure) rivière du Lac, ruisseau Euclide, rivière aux Pins, rivière Richelieu, rivière à l'Île (ex-rivière Saint-Adolphe), ruisseau du Déboulis, ruisseau Swain, ruisseau Duguay, ruisseau Ferdinand, ruisseau du Rigolet, ruisseau Tardif, rivière des Neiges, ruisseau Boutet, ruisseau du Nord, ruisseau des Chutes, ruisseau Lévesque, décharge du lac Joncas, ruisseau des Eaux Volées, rivière Noire, décharge des lacs Piché, des Roches et des Sylphes ; décharge du lac Pasquin, décharge du lac Forestier, ruisseau des Brûlés, décharge d'un lac sans nom et décharge des lacs Boulet, Maltais, Montmorency et des Ancolies ;
- Rive gauche : (en ordre en partant de l'embouchure) Le grand Ruisseau, rivière Ferrée (rivière Montmorency), ruisseau Verrette, ruisseau Brebel, ruisseau du Castor, ruisseau à la vase et le ruisseau Rouge, ruisseau Jos-Bédard, rivière Smith, ruisseau Bilodeau, ruisseau du Portage, ruisseau Cauchon, ruisseau Branche du Caribou-Ouest, ruisseau Fontaine, ruisseau Tremblay, rivière Blanche, décharge du lac Laflamme, décharge du lac Éloi, décharge du lac Provençal, décharge du lac Murphy, décharge du lac Absolon, ruisseau Lachance et décharge du lac Alyse.

## Histoire

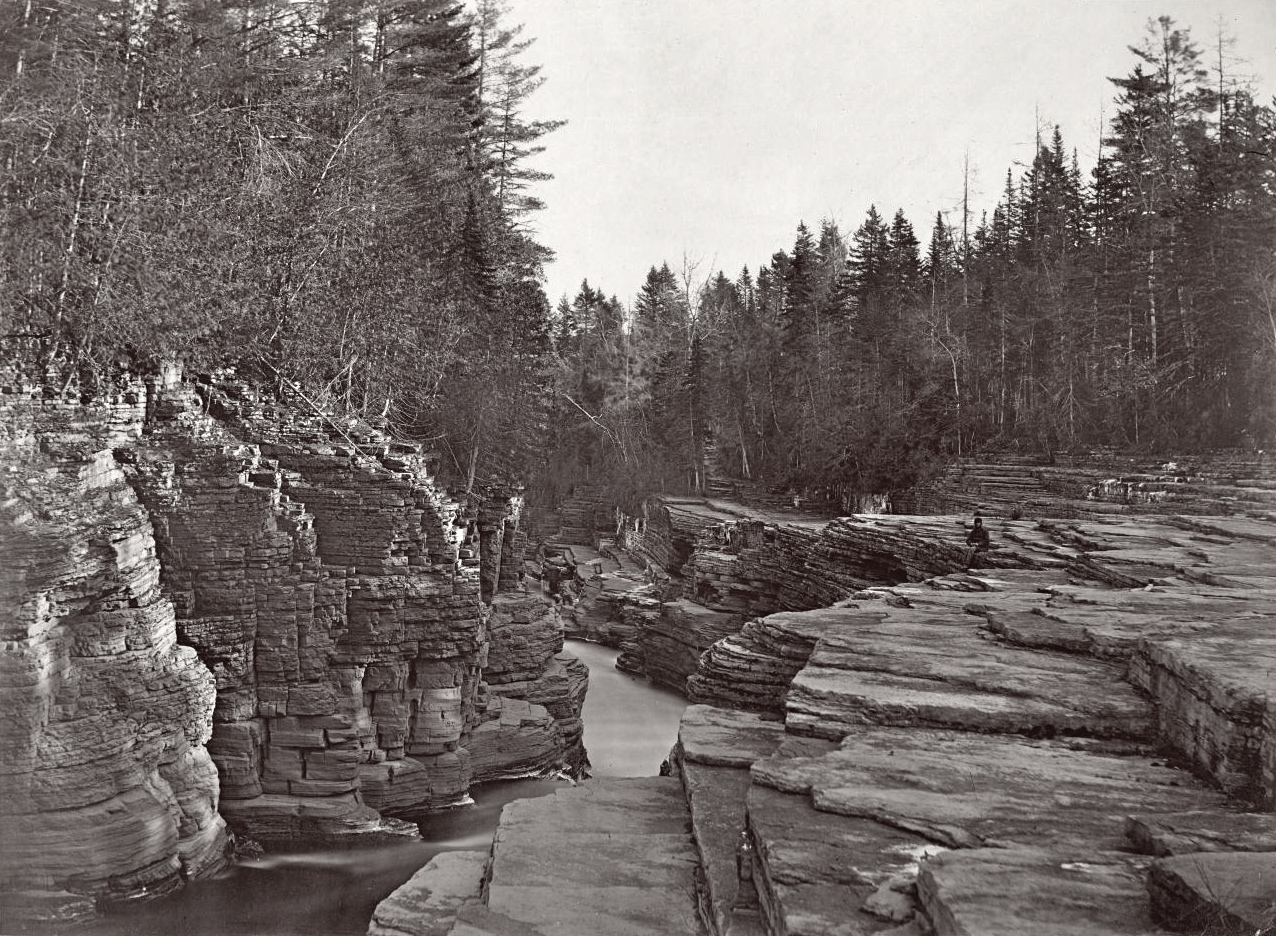
Les « Marches naturelles », au XIXe siècle.

En 1608, Samuel de Champlain visite les chutes en aval de la rivière et nomme l'endroit le « Sault de Montmorency », en l'honneur de l’amiral Charles de Montmorency, duc de Damville. Éventuellement, ce nom donné à la chute s'appliquera à toute la rivière. En 1664 est fondé le village de Boischatel, près de la chute Montmorency.
En 1759, la rivière Montmorency joue un rôle stratégique lors de l'invasion de Québec par le général britannique James Wolfe. En effet, elle agit comme frontière entre les troupes françaises et britanniques.
Ce n'est qu'à partir du XIXe siècle qu'on commencera à développer les rives de la rivière Montmorency plus au nord. En 1830, des colons s'établissent à Sainte-Brigitte-de-Laval, environ 20 kilomètres en amont. La rivière est utilisée pour la drave. Son rivage s'industrialise près de la chute Montmorency avec la construction d'un barrage hydroélectrique à l'embouchure de la rivière.
La rivière se trouve encore majoritairement en milieu naturel intact. Elle traverse entre autres la forêt Montmorency.

## Utilisation

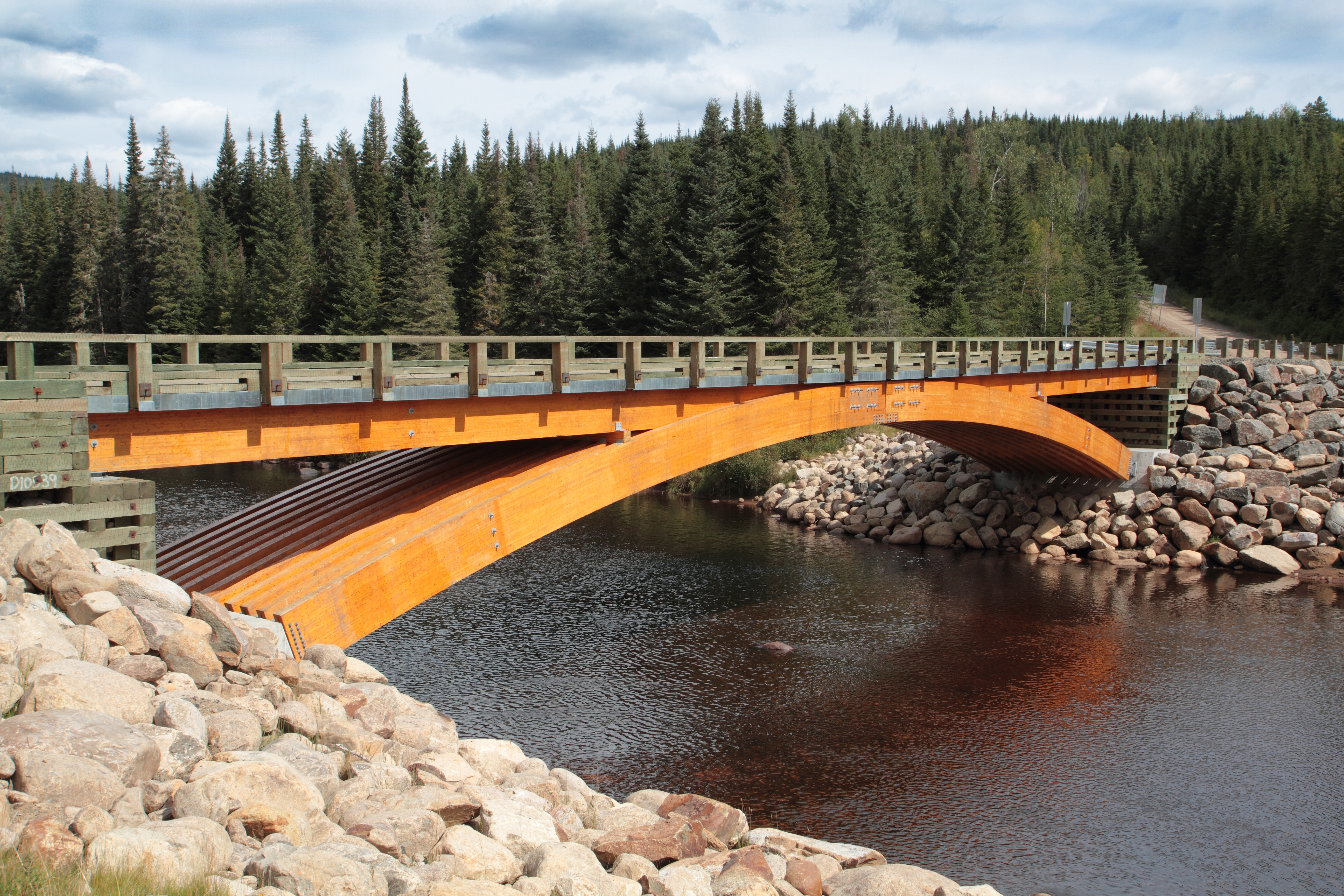
Pont traversant la rivière au sein de la forêt Montmorency.

On retrouve en tout 48 barrages sur la rivière Montmorency et ses rivières tributaires. Parmi ceux-ci, 14 servent à la régularisation des eaux et un seul sert exclusivement à la production d'énergie hydroélectrique (celle des Marches-Naturelles (4,16 MW) à Boischatel). L'ancienne centrale d'Hydro-Québec située en contrebas de la chute Montmorency, elle, n'est plus en opération.
Toutes les municipalités situées sur les rives de la Montmorency et de ses tributaires y puisent leur eau potable. Sainte-Brigitte-de-Laval rejette ses eaux traitées dans la rivière, tandis que Boischatel et Beauport les envoie directement dans le fleuve Saint-Laurent. Quant aux municipalités de L'Ange-Gardien, Château-Richer, Lac-Beauport et Stoneham-et-Tewkesbury, elles affectent peu la qualité de la rivière puisque leur centre de population en est plutôt éloigné.
Un total de 76 ponts traversent la rivière Montmorency, dont seulement trois sont publics.

## Activités récréatives
La rivière Montmorency est reconnue par la communauté des amateurs de sports d'eau vive comme étant l’un des joyaux de la région de Québec. On y retrouve au moins six sections navigables entre la Mare-du-Sault située au nord du territoire de la Forêt Montmorency jusqu'en amont de la chute Montmorency. Ces sections sont fréquentées par les canoteurs et kayakistes d'eau vive. Le niveau de difficulté varie de débutant à avancer selon la section.
L'accès au cours d'eau n'étant pas toujours possible en territoire de tenure privé, l'organisme Groupe d'accès à la Montmorency (aussi appelé le « GAM ») a été créé par des membres de la communauté de l'eau vive afin de permettre l'accès à la rivière sur le territoire de Sainte-Brigitte-de-Laval. Cet organisme est propriétaire de deux terrains et les mets à la disposition de ses membres et sympathisants. La gestion des sites est assurée par l’organisme, ses membres et ses partenaires.
D'autres rivières de la région sont également prisées par la communauté des amateurs d'eau vive et sont des tributaires de la Montmorency soit, la rivière Saint-Adolphe et la rivière des Neiges.

## Faune
Les quatre espèces de poissons les plus dominantes dans le bassin de Montmorency sont la truite arc-en-ciel, le touladi, l'omble chevalier et surtout l'omble de fontaine. Les autres espèces comprennent le meunier à museau long, le meunier blanc, Chabot visqueux et naseux perlé.
Il existe deux espèces de reptiles : couleuvre rayée et serpent à ventre rouge. De plus, il existe huit espèces d’amphibiens : crapaud d'Amérique, grenouille des bois, grenouille verte, peeper de printemps, salamandre à dos rouge, salamandre sombre, salamandre à deux lignes du nord et triton oriental.

## Toponymie
L'explorateur Samuel de Champlain a baptisé la chute située près de l'embouchure de ce cours d'eau « le grand saut de Montmorency » sur sa carte de 1608. Subséquemment, le nom de cette chute a attribué à la rivière. La carte de Jean Bourdon, datée approximativement de 1641, indique rivière Saut de Montmorency. Cette désignation toponymique évoque le souvenir d'un membre de l'illustre maison de Montmorency, Charles de Montmorency (1537-1612), seigneur de Méru, duc de Damville et amiral de France et de Bretagne, à qui Champlain avait dédié son récit d'exploration de 1603.
Le toponyme rivière Montmorency a été officialisé le 5 décembre 1968 à la Commission de toponymie du Québec.